# Parallelodiplosis hartmaniae
Parallelodiplosis hartmaniae är en tvåvingeart som först beskrevs av Ephraim Porter Felt 1921.  Parallelodiplosis hartmaniae ingår i släktet Parallelodiplosis och familjen gallmyggor.
Artens utbredningsområde är New York. Inga underarter finns listade i Catalogue of Life.